# Операция Provide Hope
Операция «Provide Hope» (рус. Подай надежду) — совместная операция  Госдепартамента, Министерства сельского хозяйства США, Министерства обороны США и Агентства по международному развитию, по доставке гуманитарной помощи и организации общественного здравоохранения в странах Содружества Независимых Государств, проводившаяся после распада Советского Союза с целью поддержать молодые независимые государства в переходный период становления демократии и перехода к рыночной экономике. Представители от указанных структур курировали ход операции в США и на постсоветском пространстве, авиационный компонент — переброску гуманитарных грузов по воздуху — обеспечивала транспортная авиация военно-воздушных сил США. Первая фаза операции включала в себя доставку продовольствия и лекарств, в ходе второй фазы начались поставки других товаров народного потребления, в ходе заключительной фазы операции американские медики приступили к обустройству и организации работы новых крупных медицинских учреждений (больниц и поликлиник) в Армении, Беларуси, Казахстане и Молдове. Из-за слабого контроля американцев за ходом процессов в РФ и странах СНГ, по прибытии основной массив гуманитарной помощи распродавался через сети розничной торговли, рынки и магазины «секонд-хенд» (подробнее чит. «Указ о свободе торговли»).

## История
Операция была связана с обеспечением безопасности ядерного оружия распавшегося СССР. 
После подписания Беловежских соглашений 16 декабря 1991 года в Москву прилетел с официальным визитом госсекретарь США Джеймс Бейкер и провел встречу с Борисом Ельциным. В ходе 4-часовой беседы обсуждались вопросы ядерной безопасности: Бейкер заявил, что американская администрация хочет, чтобы договор об СНВ был ратифицирован и введен в действие, а Ельцин уверял Бейкера, что имеющиеся в Советском Союзе 27 тыс. ядерных зарядов будут находиться под "строгим экспортным контролем", дабы предотвратить их попадание в чужие руки.. 
Как вспоминал Андрей Козырев
когда Бейкер наконец сказал: «Ну, ребята, в конце концов (обращаясь, естественно, к Борису Николаевичу), что мы должны для вас сделать первоочередно? Понятно, что мы все сделать не можем, миллиарды не отвалим, это конгресс, но мы будем заниматься, скажите, что вы хотите?» Ельцин ему сказал: «Гуманитарную помощь». Это зафиксировано.
Вскоре после визита Бейкера, 21 декабря в Алма-Ате было подписано «Соглашение о совместных мерах в отношении ядерного оружия», предусматривающее вывоз в Россию тактических ядерных боеприпасов.
В январе 1992 года на Международной Координационной конференции в Вашингтоне было объявлено об американской помощи России. Пункты назначения помощи определяли Ричард Армитидж от Государственного департамента и Роберт Вольтхёйс от министерства обороны США. Командующим первой фазой операции был назначен командир 60-го транспортного крыла ВВС США полковник Джон Сэмс — младший.
Операция по доставке гуманитарной помощи началась 10 февраля 1992 года. В этот день 12 военно-транспортных самолётов ВВС США Lockheed C-5 Galaxy («Гэлэкси») и Lockheed C-141 Starlifter («Старлифтер»), базировавшихся в Германии и Турции, доставили 500 тонн продовольствия и медикаментов в 12 городов СНГ: Москву, Санкт-Петербург, Киев, Минск, Кишинёв, Ереван, Алма-Ату, Душанбе, Ашхабад, Баку, Ташкент, Бишкек. В ходе первой фазы операции, продлившейся до конца февраля, ВВС США совершили 65 вылетов (22 в Россию, по 7 в Армению и Казахстан, 5 в  Украину, по 4 в Туркменистан, Азербайджан, Таджикистан, Узбекистан, по 3 в Киргизию и Молдавию, 2 в Белоруссию) и доставили 2274 тонны гуманитарных грузов. К операции привлекались как самолёты C-5, C-130 и C-141 Военно-воздушных сил США, так и гражданские авиалайнеры, зафрахтованные Министерством обороны США. Первоначально помощь выделялась из запасов, оставшихся после войны в Персидском заливе.
Весной 1992 года все тактические ядерные боеприпасы с территории бывшего СССР были вывезены в Россию.
В мае 1992 года прошла Лиссабонская конференция, на которой был подписан Лиссабонский протокол о ратификации СНВ-I, предусматривающий вывоз стратегических ядерных боеприпасов в Россию. Лиссабонская конференция параллельно утвердила большой пакет гуманитарной помощи России и странам СНГ, в том числе со стороны стран ЕС. Россия ратифицировала Договор СНВ-1 и Лиссабонский протокол 4 ноября 1992 года. 
К августу 1993 года объем привезенных товаров превысил 7 тыс. тонн. Поставки охватили несколько десятков городов бывшего СССР.
Основные фазы операции закончились в конце 1994 года, когда общий объем помощи перевалил за 20 тыс. тон.
Юбилейный 500-й рейс в рамках Provide Hope состоялся в июне 1997 года.
В сентябре 1999 года США получили официальную просьбу России о предоставлении дополнительной продовольственной помощи в объеме 5,5 млн т, в дополнение к уже организованным американским гуманитарным поставкам зерна и продуктов в объеме 3,3 млн т. В это время уже действовало первое правительство Путина (с 17 августа 1999 года по 7 мая 2000 года).
На заключительном этапе операции гуманитарная помощь заключалась в основном в поставках медицинской техники, медикаментов и обучении персонала больниц. Последний 984-й рейс по программе Provide Hope состоялся в сентябре 2012 года. Из американского Мэриленда в Кишинев было доставлено медицинское оборудование и добровольческий медперсонал.

## Помогавшие страны
К американской программе помощи присоединились, в том числе:
- Германия
- Норвегия
- Япония
- Великобритания
- Турция

## Оценки
Госсекреталь США Джеймс Бейкер в своей речи призвал рассматривать направляемые грузы не как благотворительность, а как "инвестиции в безопасность Запада и всего мира и стабильность на целые десятилетия вперед"